# Resolució 234 del Consell de Seguretat de les Nacions Unides
La Resolució 234 del Consell de Seguretat de les Nacions Unides, aprovada per unanimitat el 7 de juny de 1967, després de la seva crida als governs interessats a cessar immediatament totes les activitats militars al Pròxim Orient va fracassar. El Consell, preocupat per la possibilitat d'un conflicte més ampli, va exigir que els governs involucrats discontinuessin totes les activitats militars abans de les 20:00 GMT el 7 de juny de 1967. El Consell també va demanar que el Secretari General els mantingués informats amb promptitud i actualitat sobre la situació.
La reunió va ser convocada per la Unió Soviètica i la resolució va aprovar per unanimitat. Jordània i Israel van acceptar la resolució, sempre que les altres parts també l'acceptessin. L'endemà, la República Àrab Unida també va acceptar la solució d'alto el foc, a condició de reciprocitat.